# وارن سكارين
وارن سكارين (بالإنجليزية: Warren Skaaren)‏ (9 مارس 1946 - 28 ديسمبر 1990)، هو كاتب سيناريو ومنتج أفلام أمريكي.

## روابط خارجية
- وارن سكارين في قاعدة بيانات الأفلام على الإنترنت